# أنتيوخ ديمتريفتش كانتمير
أنتيوخوس أو أنتيوخ ديمتريفتش كانتمير (8 سبتمبر 1708 - 31 مارس 1744) (بالروسية: Антиох Дмитриевич Кантемир؛ بالرومانية: Antioh Cantemir؛ بالتركية: Antioh Kantemiroğlu؛ بالفرنسية: Antioche Cantemir) هو مُفكِّر وكاتب وشاعر ودبلوماسي من أصول مولدافية عاش في روسيا القيصرية والإمبراطورية الروسيَّة في القرن الثامن عشر، واضطلع في حركة التنوير الروسيَّة، وساهم بأعمال أدبيَّة مكَّنته من احتلال مكانةٍ مُمَيِّزة في تاريخ الأدب الروسي، وهو اليوم يُعَدُّ الأب الروحي للشعر باللغة الروسية.

## سيرته
ولِدَ أنتيوخ ديمتريفتش كانتمير في مدينة ياش في الثامن من سبتمبر سنة 1708، في أسرةٍ نبيلةٍ من أصول تتريةٍ، وجدُّه قنسطنطين عيَّنه العثمانيون حاكماً على مولدوفا أثناء الاحتلال العثماني، وتعاقب على الحكم أولاده من بعده، وكان من بينهم ديمتريف أبو أنتيوخ. أمَّا أمُّه فهي أيضاً من إحدى الأسر الارستقراطية في رومانيا، ويعود نسبها إلى أحد الأباطرة البيزنطيين. قضى أنتيوخ معظم شبابه في أسطنبول أسيراً لدى العثمانيين، وعقب عودته إلى موطنه أرسله والده إلى أكاديمية سانت بطرسبورغ، ومن ثمَّ استقرَّ في أراضي عائلته قُربَ دميتروفسك. بدءاً من عام 1731 وحتى عام 1736 كان أنتيوخ سفير الإمبراطورية الروسية في لندن، ومن ثُمَّ مندوباً فوق العادة في باريس، وفي باريس اشتهر مُفكِّراً، وأصبح صديقاً لدى مونتسكيو وفولتير. ساهم أنتيوخ في حركة التنوير الروسية التي ابتدءها الإمبراطور بطرس الأكبر، وألَّف ملحمة تمجِّد إصلاحاته. تُوفِّي أنتيوخ ديمتريفتش كانتمير في باريس في 31 من مارس سنة 1744، مُخلِّفاً وراءه أطفال غير شرعيين في باريس.

## أعماله
- «بيتريدا» (ملحمة شعرية تُمجِّد الإمبراطور الروسي بطرس الأكبر، وهي أشهر أعماله).
- «رسائل حول الطبيعة والإنسان» (O Prirode i Cheloveke، عمل فلسفي).
- «إلى عقلي: حول الذين يلومون التعليم» (عمل ساخر).
- «حول حسد وكبرياء رجال البلاط سيئي التفكير» (عمل ساخر).
- ألَّف ترجمةً لسيرة والده.
- ألَّف العديد من القصائد الغنائية والحكايات الخرافية.

## روابط خارجية
- أنتيوخ ديمتريفتش كانتمير على موقع الموسوعة البريطانية (الإنجليزية)